# Врево (језеро, Лењинградска област)
Врево или Врјово (рус. Врево, Врёво) језеро је на северозападу европског дела Руске Федерације. Налази се на крајњем југу Лушког рејона, на крајњем југозападу Лењинградске области. Језеро се налази у сливном подручју реке Луге, односно Финског залива Балтичког мора, са којом је повезан преко своје једине отоке, реке Бистрице. Бистрица се даље улива у Черемењечко језеро које је преко реке Ропотке повезано са сливом Луге. Језеро се налази на око 14 километара југозападно од града Луге, односно на свега неколико километара југозападно од Черемењечког језера.
Језеро Врево је јако издужено у меридијанском правцу и смештено је у кориту некадашњег подледничког потока, а његова максимална дужина је до 14 километара. Укупна површина језерске акваторије је 12,8 км², а уски земљоуз који се налази у централном делу дели језеро на два дела: дубље Горње Врево (просечне дубине 13,3 м, максимално до 42 метра) и Доње Врево (просечна дубина до 7,5 м, максимално до 21 метра). Обале су доста високе и стрме, местимично готово вертикалне. Физиономија дна је сложена и ту се смењују дубоки понори са плитким заравњеним деловима. На дну се углавном налазе слојеви песка, ређе помешаног са муљем и шљунковито-каменитим формацијама.
Дуж обала језера налази се неколико археолошких локалитета и бројни остаци средњовековних грађевина. Недалеко од села Велико Конезерје и Заорешје, на јужној обали језера, налазе се остаци средњовековних утврђења.